# Артур Ґріффіт
Арту́р Ґрі́ффіт (англ. Arthur Griffith) або Арт О'Ґріофа (ірл. Art Ó Gríobhtha; нар. 31 березня 1872 — пом. 12 серпня 1922) — ірландський журналіст, політичний діяч, один із засновників партії Шинн Фейн, президент Ірландської Вільної держави (1922).
Артур Ґріффіт був співзасновником і головою організації Шинн Фейн, створеної в 1905 році, а також очолив повстання супроти Великої Британії в 1919—1921 роках. Належав до засновників повстанського ірландського парламенту в 1919 році. Того ж року став віцепрезидентом новоствореної республіки. Стояв на чолі ірландської делегації, що провадила переговори щодо англо-ірландського договору 1921 року, на основі якого постала Вільна Ірландська Держава. З неохотою погодився на поділ Ірландії та статус домініону. Радикали з Ірландської Республіканської Армії не схвалили цих умов, що призвело до вибуху громадянської війни. В 1922 його було обрано президентом Вільної Ірландської Держави. Помер унаслідок серцевого нападу через декілька місяців після початку виконання обов'язків президента.